# Gloria DeHaven
Gloria De Haven (23 de julio de 1925 - 30 de julio de 2016) fue una actriz y cantante estadounidense y estrella contratada por Metro-Goldwyn-Mayer.

## Biografía
DeHaven nació en Los Ángeles, California, hija del actor y director Carter DeHaven y la actriz Flora Parker DeHaven, ambos exartistas de vodevil. Un artículo periodístico de 1983 informó: «La señorita DeHaven... afirma que su verdadero apellido era O'Callahan antes de que su padre cambiara legalmente su apellido a DeHaven».
Contrajo matrimonio en cuatro oportunidades con: John Payne (1944–1950), Martin Kimmel (1953–1954), Richard Fincher (1957–1963 y 1965–1969). Fue madre de cuatro hijos: Kathleen Hope y Thomas John Payne, Harry y Faith Fincher.

## Trayectoria
Comenzó su carrera como actriz infantil, en la gran pantalla con un pequeño papel en el clásico Tiempos modernos de Charlie Chaplin. Firmó un contrato con la MGM. Participó en películas como "Best Foot Forward" (1943), "The Thin Man Goes Home" (1944), "Scene of the Crime" (1949) y "Summer Stock" (1950), y fue elegida por los exhibidores como la tercera con más posibilidades de ser una "estrella del futuro" en 1944.  Interpretó a su propia madre, Flora Parker DeHaven, en la película de Fred Astaire "Three Little Words" (1950).
DeHaven no logró el mismo estrellato que June Allyson y Kathryn Grayson tuvieron en los musicales de MGM, pero tuvo más suerte con otros estudios, compartiendo elenco con Donald O'Connor, Tony Curtis o Glenn Ford. Pero su carrera cinematográfica perdió impulso en lo años cincuenta, por lo que se dedicó a la televisión y el teatro y formó parte de múltiples giras de Bob Hope para entretener a militares estadounidenses.
Después de una larga ausencia de la pantalla, DeHaven apareció como el interés amoroso de Jack Lemmon en la comedia Out to Sea (1997), también protagonizada por Walter Matthau.
El talento musical de DeHaven complementó su faceta actoral. Además de actuar como cantante en muchas de sus películas, como I'll Get By , So This Is Paris y The Girl Rush , y de interpretar números en muchas de ellas, DeHaven cantó con las bandas de Jan Savitt y Bob Crosby , e incluso tuvo su propio espectáculo en un club nocturno. DeHaven actuó con frecuencia en la década de 1950 en El Rancho Vegas , el primer hotel casino con servicio completo en el Strip de Las Vegas.  A principios de la década de 1960, DeHaven grabó para el pequeño sello Seeco, donde apareció en el álbum recopilatorio de 1962, Gloria Lynne and Her Friends . También participó en cuatro recopilatorios de Revisited , producidos por Ben Bagley.
El debut de DeHaven en Broadway se produjo en 1955. Interpretó a Diane en la versión musical de Seventh Heaven.  También realizó una gira en una producción de verano de No, No, Nanette.
DeHaven tiene una estrella en el Paseo de la Fama de Hollywood en 6933 Hollywood Blvd.

## Muerte
DeHaven falleció el 30 de julio de 2016 en Las Vegas por causas no reveladas, una semana después de cumplir 91 años, mientras se encontraba en cuidados paliativos tras haber sufrido un derrame cerebral unos meses antes.  Le sobrevinieron sus cuatro hijos. 